# Zilshausen
Zilshausen è un comune di 284 abitanti della Renania-Palatinato, in Germania.
Appartiene al circondario (Landkreis) del Reno-Hunsrück (targa SIM) ed è parte della comunità amministrativa (Verbandsgemeinde) di Kastellaun.